# Paul Griffiths
Paul Anthony Griffiths  OBE (Bridgend, Gal·les, 24 de novembre de 1947) és un crític musical britànic, novel·lista i  llibretista. És particularment conegut pels seus escrits sobre la  música clàssica moderna i per haver escrit els llibrets de dues òperes del segle xx,  Marco Polo de Tan Dun i  What Next? d'Elliott Carter.

## Carrera
Paul Griffiths va néixer a Gal·les. Va estudiar bioquímica a Oxford i després de treballar com a crític de música independent el 1973 es va unir a l'equip de redacció del The New Grove Dictionary of Music and Musicians. El 1982 es va convertir en el principal crític de música del  The Times, càrrec que va ocupar durant deu anys. De 1992 a 1996, va ser crític musical de The New Yorker, i des de 1997 a 2005, del The New York Times. Una col·lecció de les seves crítiques musicals per a aquestes i altres publicacions periòdiques es va publicar el 2005 com The substance of things heard: writings about music, Volum 31 de l'Eastman Studies in Music.
El 1978, ell també va començar a escriure llibres de referència i monografies en la música clàssica i compositors que comencen per La música moderna: Una història succinta de Debussy a Boulez i  Boulez (Volum 16 de l'Oxford estudis de Compositors). Tot i que la majoria d'aquestes publicacions s'han ocupat dels compositors del segle XX i la seva música, també ha escrit obres més generals sobre la música clàssica, entre ells El Quartet de corda: Una història (1985), The Companion Pingüí a Classical music (2005) i A Concise History of Western Music (2006). L'últim d'ells ha estat traduït a set idiomes.
Griffiths ha estat professor convidat en institucions com la Universitat de Southern Califòrnia, l'IRCAM, la Universitat d'Oxford, la Universitat Harvard, la Universitat de Cornell (Messenger Lectures, 2008) i de la City University de Nova York Graduate Center (Old Lecture, 2013), i ha estat membre de jurats de concursos internacionals, entre ells el Premi Paolo Borciani i l'ARD Musikwettbewerb. Va ser nomenat Chevalier dans l'Ordre des Arts et des Lettres el 2002 i membre de l'Acadèmia Americana de les Arts i les Ciències el 2011, quan també va guanyar un Premi Deems Taylor per les seves notes del Miller Theatre.
El 1989, Griffiths publica la seva primera novel·la, Jo i Marco Polo: Una Novel·la de canvis, que va arribar a guanyar el 1990 el Premi de la Commonwealth Writers per a la millor primera novel·la d'Europa i la regió d'Àsia del Sud. La novel·la és una versió fictícia de les memòries de Marco Polo que va dictar a Rustichello da Pisa, el seu company de cel·la a la presó que havia estat empresonat al seu retorn de la Xina (Rustichello és el "jo" del títol). Dos anys més tard, va publicar la seva segona novel·la, La Balada de Sir Tristram, una revisió de la llegenda de Tristan i Isolda.
La novel·la de Griffiths més recent, Let me tell you (2008), utilitza la tècnica de l'escriptura restringida similar a les emprades pel grup d'avantguarda Oulipo.
La primera incursió de Griffiths com a llibretista d'una òpera va ser The Jewel Box, un pasticcio que utilitza la música de l'òpera inacabada de Mozart Lo sposo deluso i  L'oca del Cairo, així com diverses àries i conjunts que havia escrit per a la seva inserció en òperes d'altres compositors. La línia de la història és una reconstrucció imaginària d'una pantomima en la qual Mozart i Aloysia Weber es diu que havien pres part el 1783. The Jewel Box es va estrenar el 1991 a Nottingham realitzada per l'Opera North i dirigida per Elgar Howarth.